# Boulevard de Nancy
La boulevard de Nancy est une voie de la ville de Strasbourg, en France. Il est situé dans le quartier de la Gare.

## Situation et accès
Il débute à la rue du Faubourg National dans le prolongement du boulevard de Metz selon une orientation nord-nord-ouest.  Il croise successivement sur sa gauche la place Sainte-Aurélie, la rue de Rosheim et une rue courte donnant sur la rue de Mutzig. Là il aboutit à sa droite sur la rue de Koenigshoffen. Au croisement à gauche se situe la rue de Wasselonne.

La plupart des constructions du boulevard sont des immeubles de la fin XIXe - début XXe siècle. Le no 2 comporte une façade d'inspiration Renaissance italienne. Les immeubles des no 19 et no 21 ont la particularité d'être identiques.
Les lignes 2 et 10 ont leur arrêt Sainte-Aurélie sur le boulevard juste au sud de la Place Sainte-Aurélie.
La circulation routière se fait de part et d'autre des îlots centraux qui sont des parkings en épi.

## Origine du nom
Il porte le nom de la ville de Nancy chef-lieu du département de Meurthe-et-Moselle.

## Historique
Le boulevard de Nancy constitue une limite ouest du troisième agrandissement de Strasbourg dans la seconde moitié du XIVe siècle.